# Ibrahim Isaac Sidrak
Ibrahim Isaac Sidrak (arabe : إبراهيم إسحاق سدراك), né à Beni-Chokeir dans le gouvernorat d'Assiout en Égypte le 19 août 1955, est un évêque égyptien, patriarche d'Alexandrie, primat de l'Église catholique copte depuis 2013.

## Biographie

### Prêtre
Ibrahim Isaac Sidrak étudie la philosophie et la théologie au séminaire de Maadi dans la banlieue du Caire. Il est ordonné prêtre le 7 février 1980 pour le diocèse copte d'Assiout.
Il exerce pendant deux ans un ministère pastoral à la paroisse de l'archange Michel au Caire. Il est ensuite envoyé à Rome où il poursuit ses études à l'université pontificale grégorienne et obtient un doctorat en théologie dogmatique.
De 1990 à 2001, il est recteur du séminaire de Maadi. Puis il sert brièvement comme curé de la cathédrale patriarcale du Caire.

### Évêque puis patriarche
Le 29 septembre 2002, le synode des évêques coptes le choisit comme nouvel évêque de Al-Minya pour succéder à Antonios Naguib qui se retire pour raison de santé. Sa nomination est approuvée par Jean-Paul II le 5 octobre suivant, et il reçoit la consécration épiscopale des mains du cardinal Stéphane II Ghattas alors patriarche d'Alexandrie.
Antonios Naguib devenu entre-temps patriarche, à nouveau victime de problèmes de santé, présente sa démission en janvier 2013. Le synode des évêques de l'Église catholique copte l'élit au poste de patriarche le 15 janvier 2013. Benoît XVI lui accorde la communion ecclésiastique le 18 janvier suivant.
Son ministère patriarcal a été inauguré en la cathédrale Notre-Dame du Caire, le 12 mars 2013. Le patriarche Tawadros II, chef de l’Église copte orthodoxe, ainsi qu'un représentant du grand imam d’Al-Azhara et des responsables politiques égyptiens ont participé à la cérémonie.
Il est nommé membre de la congrégation pour les Églises orientales le 19 février 2014.